# پیام یونسی‌پور
پیام یونسی‌پور معاون سردبیر سابق روزنامه ایران ورزشی و خبرنگار کنونی ورزشی رسانه «ایران وایر» در خارج از ایران است. او نوروز سال ۱۳۹۴ همراه با میلاد حجت‌الاسلامی و حسین جوادی برای تهیه گزارش از تیم ملی ایران به اتریش سفر کرد. پس از کشته شدن حجت‌الاسلامی و جوادی در پرواز پرواز شماره ۹۵۲۵ ژرمن‌وینگز یونسی‌پور گفت و گویی با شبکه بی‌بی‌سی فارسی داشت. پس از این مصاحبه رادیو دویچه وله آلمان خبر از اعلام پناهندگی پیام یونسی‌پور به کشور اتریش داد.
وی در روزنامه‌های ابرارورزشی، صبح ورزش، جهان فوتبال، اعتماد، شرق و ایران ورزشی سابقه روزنامه‌نگاری دارد. همین‌طور طی سال‌های ۱۳۸۷ تا ۱۳۹۳ به عنوان گوینده و کارشناس ورزشی در رادیو تهران و رادیو جوان فعالیت می‌کرد. وی هم اکنون به عنوان خبرنگار ایران‌وایر شناخته می‌شود. 
دو اثر او با نام‌های راه شیری حلزون رمان بلند و یک نخ سیگار مجموعه داستان کوتاه در انتشارات ناکجا در پاریس به چاپ رسیده است. 